# Pradell de la Teixeta
Pradell de la Teixeta – gmina w Hiszpanii, w prowincji Tarragona, w Katalonii, o powierzchni 21,92 km². W 2011 roku gmina liczyła 199 mieszkańców.